# Dante (futbolista)
Dante Bonfim Costa Santos (Salvador, Bahía, Brasil, 18 de octubre de 1983), conocido como Dante, es un futbolista brasileño que juega como defensa en el O. G. C. Niza de la Ligue 1. Fue internacional con la selección de Brasil.

## Trayectoria
Dante se unió a la cantera del Juventude en 2001 y en 2002 se convirtió en parte del primer equipo.
En 2004, hizo su movimiento al fútbol europeo, al fichar con Lille en Francia. Permaneció dos temporadas con el club, pero solo jugó 12 partidos de la liga.
Dante se trasladó a Bélgica para firmar con el Charleroi SC en 2006. Después de una exitosa campaña en la Pro League, donde tuvo 27 apariciones y ayudó al club a terminar en quinto lugar, firmó por el Standard Liège. Su primera temporada con los gigantes belgas fue exitosa y se coronó campeón de liga. En su segunda temporada con el Standard, jugó los primeros 15 partidos de la liga antes de irse a jugar a la Bundesliga.

### Alemania

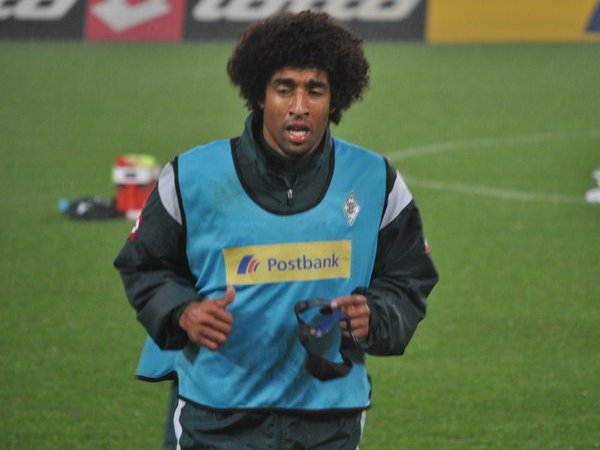
Dante durante su tiempo con el Borussia Mönchengladbach.

Dante se unió al Borussia Mönchengladbach el 27 de diciembre de 2008 por una cantidad no revelada, firmando un contrato con el club hasta el verano de 2013. Dante hizo su debut con el club el 20 de marzo de 2009, entrando en el segundo tiempo en la derrota por 1-0 ante el VfL Bochum. Su primer gol para el club fue en la derrota contra el eventual campeón VfL Wolfsburg el 11 de abril, donde el partido terminaría 2-1. El brasileño anotó el gol que les daría la victoria contra el Energie Cottbus el 13 de mayo, un cabezazo de un centro del extremo Marko Marin que les daría el triunfo 1-0 en el minuto 91. En el último día de esa temporada de la Bundesliga el 23 de mayo de 2009, Dante anotó el único gol del Gladbach en el empate 1-1 contra el Borussia Dortmund, un punto con el que el club evitó el descenso.
En el primer partido de la campaña 2009-10, el 9 de agosto de 2009, Dante recibió una tarjeta roja por juego peligroso. Anotó su primer gol de la temporada el 31 de octubre, en el minuto 76 para igualar a 2-2 y en el minuto 82 Rob Friend anotó para una victoria de 3-2 sobre Hamburgo SV. El 9 de abril de 2010, Dante, cabeceó un tiro libre de Juan Arango para duplicar la ventaja del Gladbach, lo que resultaría en una derrota por 2-0 del Eintracht Fráncfort que aseguró su supervivencia en la Bundesliga.
La campaña 2010-11 resultó ser otra campaña difícil para el Gladbach. Dante sólo pudo jugar 17 partidos de liga debido a las lesiones persistentes y el club terminó en el puesto 16, el punto de descenso de play-off. Jugó bien los noventa minutos de los partidos de los play-off contra el Bochum y el Borussia Mönchengladbach logró una victoria global de 2-1 para permanecer en la máxima categoría alemana para la temporada 2011-12.
La siguiente temporada demostró ser mucho más exitosa para Dante, ya que apareció en 38 partidos en todas las competencias, jugando los noventa minutos de cada partido. En enero de 2012, Dante dio a entender que podría dejar el club antes de que su contrato expira en junio de 2014, revelando a la prensa que deseaba jugar para uno de los mejores clubes de Alemania, señalando a Bayern de Múnich, Borussia Dortmund y Bayer Leverkusen. Dante fue influyente ya que el club llegó a las semifinales de la DFB-Pokal donde el club perdió 4-2 en penales ante el Bayern de Múnich el 21 de marzo de 2012, Dante y Håvard Nordtveit fallaron sus penales lo que le dio al Bayern un lugar en la final contra el campeón Borussia Dortmund.
El 26 de abril de 2012 se hizo oficial el fichaje de Dante por el Bayern de Múnich por 5 millones de euros.
La primera aparición de Dante para el club fue en la Supercopa de Alemania el 12 de agosto de 2012, en la derrota 2-1 ante el Borussia Dortmund. Hizo su debut en la liga el 25 de agosto, con una victoria de 3-0 sobre el recién promovido SpVgg Greuther Fürth. Anotó su primer gol para el equipo en la goleada 5-0 sobre el Hannover 96, el 24 de noviembre de 2012. Tuvo un impacto inmediato en el Bayern, ganándose un lugar en el once inicial, formando alianzas con Holger Badstuber, Daniel van Buyten y Jérôme Boateng en el centro de la defensa.
Siguiendo el impresionante comienzo del defensor, el entrenador Jupp Heynckes dijo a los medios que Dante fue uno de los primeros nombres en la lista y el capitán del equipo Philipp Lahm apoyó los sentimientos del entrenador, afirmando, "Dante es uno de los mejores defensores con los que he jugado". Dante consiguió su primer título de liga desde que se mudó a Alemania después de la derrota 1-0 del Eintracht Fráncfort el 6 de abril de 2013 y fue visto celebrando en las gradas con los aficionados. En la final de la Champions League ante sus rivales alemanes, el Borussia Dortmund, Dante cometió una falta que finalizó en un penal, aunque no recibió tarjeta roja, en una entretenida victoria 2-1 para los bávaros.
Con Dante en el centro de la defensa, el Bayern batió los récords de menos goles encajados y más vallas invictas en una temporada de la Bundesliga durante su campaña del triplete.
En el primer partido de la Bundesliga de Pep Guardiola, su nuevo director técnico, casualmente su antiguo equipo, Gladbach, el defensor anotó un gol en propia puerta tras una confusión con el portero Manuel Neuer; aunque el partido terminó en una victoria 3-1 para el Bayern.
El 21 de diciembre de 2013, Dante anotó el primer gol del Bayern en la victoria 2-0 ante Raja Casablanca en la final de la Copa Mundial de Clubes de la FIFA 2013.
En febrero de 2014, Dante anotó tres goles en cuatro partidos: en las victorias en la Bundesliga sobre el Eintracht Fráncfort (5-0) y el SC Friburgo (4-0) y en la victoria en la DFB-Pokal sobre el Hamburgo (5-0).
El 24 de marzo de 2014, Dante extendió su contrato con el Bayern, hasta 2017.
En esta temporada jugó varios partidos, sin embargo, su rendimiento fue flojo y tuvo varios errores cruciales. En esta temporada el Bayern ganó el título de la Bundesliga, fue subcampeón de la Copa alemana y llegó a las semifinales de Liga de Campeones de la UEFA.
El 30 de agosto de 2015 se confirmaba la marcha de Dante al VfL Wolfsburgo, por lo que dejaba el club bávaro tras 3 temporadas. Sólo estuvo una temporada en el equipo alemán, que fue 8º en la Bundesliga pero llegó a cuartos de final de la Liga de Campeones de la UEFA.

### Regreso a Francia
El 22 de agosto de 2016 se hizo oficial su fichaje por el OGC Niza francés.

## Selección nacional
El 7 de mayo de 2014, Luiz Felipe Scolari incluyó a Dante en la lista final de 23 jugadores que representarían a Brasil en la Copa Mundial de Fútbol de 2014.

### Participaciones en Copas del Mundo
| Mundial                        | Sede   | Resultado     |
| ------------------------------ | ------ | ------------- |
| Copa Mundial de Fútbol de 2014 | Brasil | Cuarto puesto |

## Clubes

### Amateur
| Club        | País   | Año  |
| ----------- | ------ | ---- |
| Catuense    | Brasil | 1998 |
| Galícia     | Brasil | 1999 |
| Capivariano | Brasil | 2000 |
| Juventude   | Brasil | 2001 |

### Profesional
| Club                     | País     | Año           |
| ------------------------ | -------- | ------------- |
| Juventude                | Brasil   | 2002-2004     |
| Lille                    | Francia  | 2004-2006     |
| Royal Charleroi          | Bélgica  | 2006-2007     |
| Standard Lieja           | Bélgica  | 2007-2009     |
| Borussia Mönchengladbach | Alemania | 2009-2012     |
| Bayern de Múnich         | Alemania | 2012-2015     |
| VfL Wolfsburgo           | Alemania | 2015-2016     |
| Niza                     | Francia  | 2016-presente |

## Estadísticas

### Clubes
| Club                     | Temporada         | Liga | Liga | Copa Nacional | Copa Nacional | Copa de la Liga | Copa de la Liga | Continental | Continental | Otros | Otros | Total | Total |
| Club                     | Temporada         | PJ   | G    | PJ            | G             | PJ              | G               | PJ          | G           | PJ    | G     | PJ    | G     |
| ------------------------ | ----------------- | ---- | ---- | ------------- | ------------- | --------------- | --------------- | ----------- | ----------- | ----- | ----- | ----- | ----- |
| Juventude                | 2002              | 20   | 0    |               |               | —               | —               | —           | —           | 0     | 0     | 20    | 0     |
| Juventude                | 2003              | 20   | 1    |               |               | —               | —               | —           | —           | 2     | 1     | 22    | 2     |
| Juventude                | 2004              | 13   | 0    |               |               | —               | —               | —           | —           | 0     | 0     | 13    | 0     |
| Juventude                | Total             | 53   | 1    |               |               | —               | —               | —           | —           | 2     | 1     | 55    | 2     |
| Lille                    | 2003–04           | 9    | 0    | 0             | 0             | 0               | 0               | —           | —           | —     | —     | 9     | 0     |
| Lille                    | 2004–05           | 2    | 0    | 0             | 0             | 1               | 0               | 4           | 0           | —     | —     | 7     | 0     |
| Lille                    | 2005–06           | 1    | 0    | 1             | 0             | 1               | 1               | —           | —           | —     | —     | 3     | 1     |
| Lille                    | Total             | 12   | 0    | 1             | 0             | 2               | 1               | 4           | 0           | —     | —     | 19    | 1     |
| Charleroi                | 2005–06           | 12   | 1    | 3             | 0             | —               | —               | —           | —           | —     | —     | 15    | 1     |
| Charleroi                | 2006–07           | 12   | 1    | 0             | 0             | —               | —               | —           | —           | —     | —     | 12    | 1     |
| Charleroi                | Total             | 24   | 2    | 3             | 0             | —               | —               | —           | —           | —     | —     | 27    | 2     |
| Standard Liège           | 2006–07           | 15   | 0    | 6             | 0             | —               | —               | 2           | 0           | —     | —     | 23    | 0     |
| Standard Liège           | 2007–08           | 32   | 1    | 6             | 1             | —               | —               | 2           | 0           | —     | —     | 40    | 2     |
| Standard Liège           | 2008–09           | 15   | 1    | 2             | 0             | —               | —               | 7           | 0           | 1     | 0     | 25    | 1     |
| Standard Liège           | Total             | 62   | 2    | 14            | 1             | —               | —               | 11          | 0           | 1     | 0     | 88    | 3     |
| Borussia Mönchengladbach | 2008–09           | 10   | 3    | 0             | 0             | —               | —               | —           | —           | —     | —     | 10    | 3     |
| Borussia Mönchengladbach | 2009–10           | 32   | 3    | 2             | 0             | —               | —               | —           | —           | —     | —     | 34    | 3     |
| Borussia Mönchengladbach | 2010–11           | 18   | 2    | 1             | 0             | —               | —               | —           | —           | 2     | 0     | 21    | 2     |
| Borussia Mönchengladbach | 2011–12           | 33   | 0    | 5             | 0             | —               | —               | —           | —           | —     | —     | 38    | 0     |
| Borussia Mönchengladbach | Total             | 93   | 8    | 8             | 0             | —               | —               | —           | —           | 2     | 0     | 103   | 8     |
| Bayern Munich            | 2012–13           | 29   | 1    | 3             | 0             | —               | —               | 12          | 0           | 1     | 0     | 45    | 1     |
| Bayern Munich            | 2013–14           | 29   | 2    | 6             | 1             | —               | —               | 9           | 0           | 3     | 1     | 47    | 4     |
| Bayern Munich            | 2014–15           | 27   | 0    | 4             | 0             | —               | —               | 7           | 0           | 1     | 0     | 39    | 0     |
| Bayern Munich            | 2015–16           | 1    | 0    | 1             | 0             | —               | —               | 0           | 0           | 0     | 0     | 2     | 0     |
| Bayern Munich            | Total             | 86   | 3    | 14            | 1             | —               | —               | 28          | 0           | 5     | 1     | 133   | 5     |
| VfL Wolfsburg            | 2015–16           | 23   | 1    | 1             | 0             | —               | —               | 9           | 0           | 0     | 0     | 33    | 1     |
| Nice                     | 2016–17           | 33   | 0    | 0             | 0             | 1               | 0               | 5           | 0           | —     | —     | 39    | 0     |
| Nice                     | 2017–18           | 33   | 1    | 1             | 0             | 2               | 0               | 12          | 1           | —     | —     | 48    | 2     |
| Nice                     | 2018–19           | 36   | 1    | 0             | 0             | 1               | 0               | —           | —           | —     | —     | 37    | 1     |
| Nice                     | 2019–20           | 21   | 1    | 3             | 0             | 1               | 0               | —           | —           | —     | —     | 25    | 1     |
| Nice                     | 2020–21           | 9    | 2    | 0             | 0             | —               | —               | 2           | 0           | —     | —     | 11    | 2     |
| Nice                     | 2021–22           | 34   | 0    | 4             | 0             | —               | —               | —           | —           | —     | —     | 38    | 0     |
| Nice                     | 2022–23           | 37   | 1    | 1             | 0             | —               | —               | 11          | 0           | —     | —     | 49    | 1     |
| Nice                     | 2023–24           | 18   | 0    | 1             | 0             | —               | —               | —           | —           | —     | —     | 19    | 0     |
| Nice                     | Total             | 204  | 6    | 9             | 0             | 5               | 0               | 30          | 1           | —     | —     | 248   | 7     |
| Consolidado total        | Consolidado total | 557  | 22   | 50            | 2             | 6               | 1               | 82          | 1           | 10    | 2     | 707   | 29    |

## Palmarés

### Títulos nacionales
| Título                      | Club             | País     | Año  |
| --------------------------- | ---------------- | -------- | ---- |
| Primera División de Bélgica | Standard Lieja   | Bélgica  | 2008 |
| Supercopa de Bélgica        | Standard Lieja   | Bélgica  | 2008 |
| Supercopa de Alemania       | Bayern de Múnich | Alemania | 2012 |
| 1. Bundesliga               | Bayern de Múnich | Alemania | 2013 |
| Copa de Alemania            | Bayern de Múnich | Alemania | 2013 |
| 1. Bundesliga               | Bayern de Múnich | Alemania | 2014 |
| Copa de Alemania            | Bayern de Múnich | Alemania | 2014 |
| 1. Bundesliga               | Bayern de Múnich | Alemania | 2015 |

### Títulos internacionales
| Título                       | Club (*)            | Sede      | Año     |
| ---------------------------- | ------------------- | --------- | ------- |
| Copa Intertoto               | Lille O. S. C.      | Francia   | 2004    |
| Liga de Campeones de la UEFA | Bayern de Múnich    | Londres   | 2012-13 |
| Copa Confederaciones         | Selección de Brasil | Brasil    | 2013    |
| Supercopa de Europa          | Bayern de Múnich    | Praga     | 2013    |
| Copa Mundial de Clubes       | Bayern de Múnich    | Marruecos | 2013    |

(*) Incluyendo la selección.